# Métropole de Karlovci
Ne doit pas être confondu avec Patriarcat de Karlovci ou Archevêché de Belgrade-Karlovci.
La métropole de Karlovci (en serbe cyrillique : Карловачка митрополија ; en serbe latin Karlovačka mitropolija) était une métropole de l'Église orthodoxe serbe.
Elle a existé entre 1708 et 1848. Entre 1708 et 1713, elle était connue sous le nom de « métropole de Krušedol ». En 1848, elle est devenue le patriarcat de Karlovci, qui a existé jusqu'en 1920, quand il a fusionné avec la métropole de Belgrade et d'autres provinces ecclésiastiques serbes pour former l'Église orthodoxe serbe réunifiée.

## Histoire
Aux XVIe et XVIIe siècles, toutes les parties méridionales et centrales de l'ancien royaume médiéval de Hongrie se sont retrouvées sous la domination de l'Empire ottoman. Depuis 1557, l'Église orthodoxe serbe de ces régions relevaient de la juridiction du patriarcat serbe de Peć. Pendant la grande guerre turque (1683–1699), la plupart de ces régions méridionales et centrales de la Hongrie ont été libérées des Ottomans et les éparchies (diocèses) de ces terres sont passées sous la domination de la monarchie de Habsbourg. En 1689, le patriarche serbe Arsenije III (Arsène III), qui s'était rangé du côté des Autrichiens, a quitté le monastère patriarcal de Peć pour rejoindre Belgrade en 1690, conduisant ainsi la première grande migration des Serbes. À cette époque, un grand nombre de Serbes se sont installés dans les parties méridionales et centrales de la Hongrie.
D'importants privilèges leur ont été accordés par l'empereur Léopold Ier dans trois diplômes impériaux (Diploma Leopoldinum), le premier daté du 21 août 1690, le second du 20 août 1691 et le troisième du 4 mars 1695. Les privilèges en question permettaient aux Serbes de conserver leur foi orthodoxe et l'organisation de leur Église dirigée par un archevêque et des évêques. Au cours des deux siècles suivants d'existence autonome, l'Église serbe sous la monarchie des Habsbourg a toujours conservé une organisation fondée sur ces privilèges originels reçus de l'empereur.

### Création et réorganisation (1708–1748)

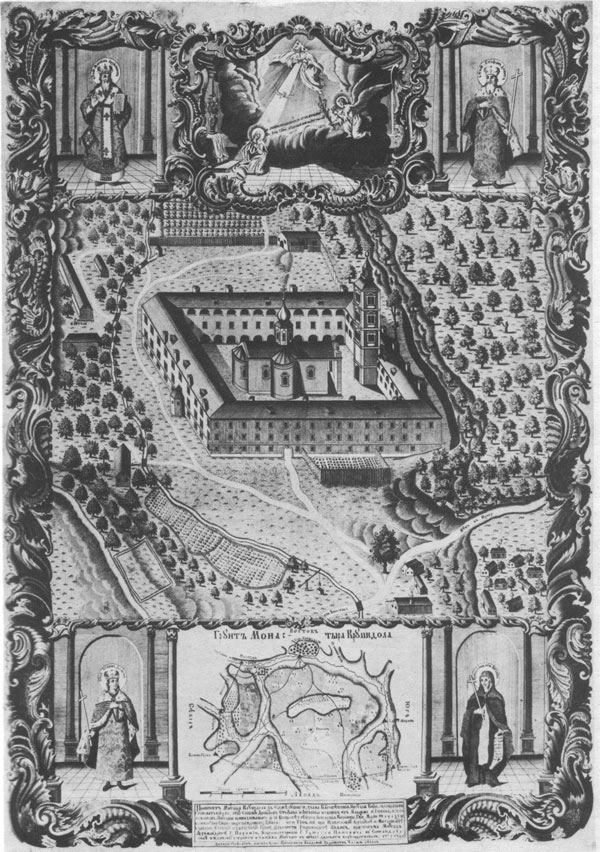
Le monastère de Krušedol, gravure de Zaharije Orfelin, 1775.

Jusqu'à sa mort en 1706, le patriarche Arsenije III a dirigé l'Église orthodoxe serbe ; les éparchies ont été réorganisées et de nouveaux évêques nommés ; jusqu'à la fin de sa vie, il a conservé son titre de « patriarche serbe ». Mais le nouvel empereur Joseph Ier (1705-1711), conseillé par le cardinal Leopold Karl von Kollonitsch, a aboli ce titre et l'a remplacé par celui, moins prestigieux, d'archevêque ou de métropolite. Dans son décret, Joseph Ier affirmait : « nous devons nous assurer qu'ils (les évêques serbes) ne pourront jamais élire un nouveau patriarche, puisque cela va à l'encontre de l'Église catholique et de la doctrine des Pères de l'Église ». La seule exception au décret impérial s'est présentée pour le patriarche serbe Arsenije IV (1725-1748), qui a conservé son titre en quittant le monastère patriarcal historique de Peć en 1737 et qui a conduit la seconde grande migration des Serbes.

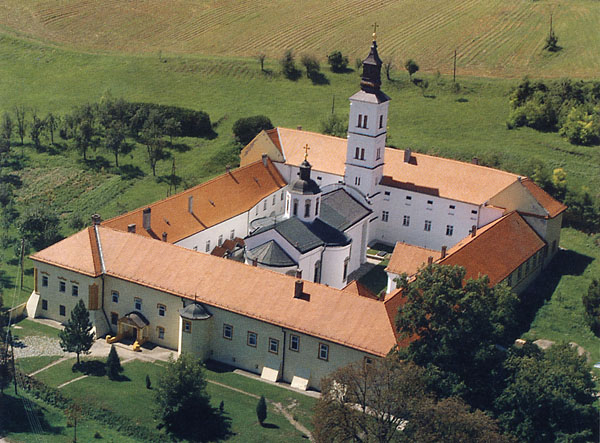
Vue générale du monastère de Krušedol, aujourd'hui.

Après la mort du patriarche Arsenije III en 1706, un synode de l'Église orthodoxe serbe s'est tenu au monastère de Krušedol en 1708 et le monastère est devenu le siège officiel de l'archevêque et métropolite Isaija Đaković (Isaïe Ier), tandis que toutes les activités administratives de l'Église ont été installées dans la ville voisine de Karlovci (aujourd'hui Sremski Karlovci, en Serbie). Le monastère de Krušedol avait été fondé par la famille Branković au début du XVIe siècle, ce qui lui conférait une valeur historique suffisante pour en faire le siège de l'Église des Serbes ; situé sur les pentes de la Fruška gora, il est aujourd'hui inscrit sur la liste des monuments culturels d'importance exceptionnelle de la république de Serbie (identifiant no SK 1040) et abrite une communauté de religieuses.
Entre 1708 et 1713, le siège de la métropole est resté à Krušedol, avant d'être transféré, en 1713, à Karlovci ; ce transfert a été initié par le nouveau métropolite Vikentije Ier (1713-1725) et confirmé par une charte de l'empereur Charles VI datant d'octobre de la même année.
Pendant la guerre austro-turque de 1716-1718, les régions de basse Syrmie, du Banat, de Serbie centrale (avec Belgrade) et d'Olténie ont été libérées de la domination ottomane et, selon les conditions du traité de Passarowitz (1718), ont été intégrées à la Monarchie de Habsbourg. Ce changement politique a été suivi d'une réorganisation ecclésiastique. Les éparchies des régions nouvellement libérées n'ont pas été soumises à la juridiction de la métropole de Karlovci, principalement à cause des autorités autrichiennes qui refusaient la création d'une structure administrative unifiée et centralisée de l'Église orthodoxe orientale au sein de la Monarchie. À la place, elles ont accepté la création d'une métropole à part pour les Serbes et les Roumains des régions libérées, dont le siège était à Belgrade. La métropole de Belgrade, nouvellement créée, était dirigée par le métropolite Mojsije Petrović (mort en 1730). Cette nouvelle métropole autonome étendait sa juridiction ecclésiastique sur le royaume de Serbie et le Banat, ainsi que sur l'Olténie. La création de cette nouvelle métropole a été approuvée par le patriarche serbe Mojsije Ier (1712-1725), qui recommandait également une unification ultérieure. Peu après, en 1726, les deux métropoles ont fusionné et, par un décret de l'empereur Charles VI, le siège administratif de l'Église orthodoxe serbe a été transféré de Sremski Karlovci à Belgrade en 1731. Le métropolite Vikentije Ier (1731-1737) s'est alors installé à Belgrade.
Pendant la guerre austro-turque de 1735-1739, le patriarche Arsenije IV (1725-1748) s'est rangé du côté des Habsbourg ; il a quitté le monastère patriarcal de Peć et s'est rendu à Belgrade, où il a pris en main l'administration de la métropole avec l'appui de l'empereur d'Autriche. Mais, à l'automne 1739, Belgrade est retombée entre les mains des Ottomans et le patriarche a réinstallé le quartier général de l'Église à Sremski Karlovci.

### Consolidation de la métropole (1748–1848)
En 1748, après la mort du patriarche Arsenije IV, un Conseil s'est réuni pour élire le nouveau primat de l'Église orthodoxe serbe dans la Monarchie de Habsbourg. Après le court règne du métropolite Isaija Antonović (1748-1749), un autre synode a élu à sa place Pavle Nenadović (1749-1768). Pendant son règne, d'importantes réformes administratives ont été entreprises dans la métropole de Karlovci. Pavle a également tenté d'aider l'Église-mère de Peć, alors sous domination ottomane, mais le vieux patriarcat ne pouvait pas être sauvé. En 1766, le patriarcat serbe de Peć a été aboli toutes les éparchies qui se trouvaient sous le contrôle des Turcs sont passées sous la juridiction du patriarcat œcuménique de Constantinople. Les hiérarques serbes de la métropole de Karlovci n'avaient aucune intention de se soumettre au patriarche grec de Constantinople et le patriarcat œcuménique a fait preuve de sagesse en ne demandant pas leur intégration. À partir de ce moment-là, la métropole de Karlovci a continué à fonctionner comme un centre ecclésiastique de l'orthodoxie orientale pleinement indépendant au sein de la monarchie de Habsbourg, comptant sept diocèse suffragants (Bačka, Vršac, Temišvar, Arad, Buda, Pakrac et Gornji Karlovac).
La position des Serbes et de leur Église au sein de la monarchie de Habsbourg a été régulée plus avant par les réformes de l'archiduchesse douairière Marie-Thérèse, reine de Hongrie (1740-1780). Le Conseil de l'Église serbe de 1769 a réglé divers problèmes dans un acte spécial appelé Règlement et, plus tard, dans un acte appelé le Récrit déclaratoire de la nation illyrienne (en latin : Rescriptum Declaratorium Illyricae Nationis ; en serbe : Deklaratorni reskript ilirske nacije), publié le 16 juillet 1779.
Les métropolites serbes de Sremski Karlovci ont favorisé les Lumières en introduisant l'éducation occidentale dans les écoles établies à Sremski Karlovci (1733) et à Novi Sad (1737). Mais pour contrer l'influence du catholicisme romain, le cursus scolaire a subi l'influence de l'Église orthodoxe russe. Dès 1725, à la demande du métropolite Mojsije Petrović, le Saint-Synode de l'Église orthodoxe russe a envoyé Maksim Suvorov à Srmemski Karlovci pour y enseigner à la population le latin et le slavon d'église ; et l'école qu'il y a créée a ouvert ses portes le 1er octobre 1726. Les diplômés de cette école pouvaient ensuite étudier au Séminaire théologique de Kiev et, pour les plus doués à l'Académie théologique de Kiev. La langue liturgique de l'Église serbe est devenue le slavon russe, également appelé « nouveau slavon d'église ». D'un autre côté, l'influence de l'architecture baroque est devenue visible dans l'architecture des églises, dans l'iconographie, dans la littérature et la théologie.
Pendant tout le XVIIIe siècle, la métropole a maintenu des liens étroits avec Kiev l'Église orthodoxe russe. De nombreux étudiants en théologie serbes ont été formés à Kiev. Un séminaire a été ouvert en 1794, qui a formé les prêtres orthodoxe pendant le XIXe siècle pour les besoins de la métropole de Karlovci et même au-delà de ses limites.
À la fin du XVIIIe siècle, la métropole de Karlovci a intégré un large territoire qui s'étendait de la mer Adriatique à la Bucovine et du Danube et de la Save à la Haute-Hongrie. Pendant le long règne du très conservateur métropolite Stefan Stratimirović (1790-1836), les réformes internes à l'Église ont été interrompues, ce qui a conduit à la formation progressive de deux camps qui allaient marqué plus tard la vie des Serbes orthodoxes de la métropole et, plus tard, du Partriarcat de Karlovci pendant tout le XIXe siècle. Le premier camp était clérical et conservateur ; il était dirigé par la majorité des évêques et du haut clergé. Le second camp souhaitait des réformes plus profondes dans l'administration de l'Église, de manière à laisser plus d'influence sur les prises de décisions au bas clergé, aux laïcs et aux chefs de la société civile. En même temps, les aspirations à l'autonomie nationale des Serbes à l'intérieur de l'Empire gagnaient en intensité, conduisant à la révolution autrichienne de 1848 et à la création de la voïvodine de Serbie (1848-1849) puis du voïvodat de Serbie et du Banat de Tamiš (1849-1860).

## Éparchies sous la juridiction directe ou spirituelle de la métropole
La métropole incluait les éparchies (diocèses) suivantes :
| Éparchie                    | Siège                                 | Notes                                         |
| --------------------------- | ------------------------------------- | --------------------------------------------- |
| Éparchie d'Arad             | Arad                                  |                                               |
| Éparchie de Bačka           | Novi Sad                              | Bačka                                         |
| Éparchie de Belgrade        | Belgrade                              | (1726–1739)                                   |
| Éparchie de Buda            | Szentendre (Sentandreja)              |                                               |
| Éparchie de Gornji Karlovac | Karlovac                              |                                               |
| Éparchie de Kostajnica      | Monastère de Komogovina et Kostajnica | (1713–1771)                                   |
| Éparchie de Lepavina        | Monastère de Lepavina                 | (1733–1750)                                   |
| Éparchie de Mohács          | Mohács (Mohač)                        | (jusqu'en 1732)                               |
| Éparchie de Pakrac          | Pakrac                                | Aujourd'hui éparchie de Pakrac et de Slavonie |
| Eparchy of Râmnicu          | Râmnicu Vâlcea (Rimnik)               | (1726–1739)                                   |
| Éparchie de Syrmie          | Sremski Karlovci                      | Syrmie                                        |
| Éparchie de Temišvar        | Timișoara (Temišvar)                  | Banat                                         |
| Éparchie de Valjevo         | Valjevo                               | (1726–1739)                                   |
| Éparchie de Vršac           | Vršac                                 | Banat                                         |
| Éparchie de Transylvanie    | Sibiu (Sibinj)                        | Juridiction spirituelle seulement             |
| Éparchie de Bukovine        | Tchernivtsi (Černovci)                | Juridiction spirituelle seulement             |
| Éparchie de Dalmatie        | Šibenik                               | Juridiction spirituelle seulement             |

## Métropolites
| no . | Primat                                     | Portrait | Nom                                                       | Règne     | Titre                                     | Notes |
| ---- | ------------------------------------------ | -------- | --------------------------------------------------------- | --------- | ----------------------------------------- | --- |
| 1    | Arsenije III Арсеније III Arsène III       |          | Arsenije Crnojević Арсеније Црнојевић                     | 1690-1706 | Archevêque de Peċ et patriarche de Serbie | Arsenije Čarnojević a été le chef de la grande migration de 1690, qui a conduit les Serbes du Kosovo en Voïvodine. Il est ainsi de facto considéré comme le premier métropolite de Karlovci même s'il n'en a pas porté officiellement le titre. |
| 2    | Isaija Ier Исаија I Isaïe Ier              |          | Isaija Đaković Исаија Ђаковић                             | 1708      | Métropolite de Krušedol                   | |
| 3    | Sofronije Софроније Sofrenije de Podgorica |          | Sofronije Podgoričanin Софроније Подгоричанин             | 1710-1711 | Métropolite de Krušedol                   | |
| 4    | Vikentije Ier Вићентије I Vincent Ier      |          | Vikentije Popović-Hadžilavić Викентије Поповић-Хаџилавић  | 1713-1725 | Métropolite de Karlovci                   | |
| 5    | Mojsije Ier Мојсије I Moïse Ier            |          | Mojsije Petrović Мојсије Петровић                         | 1726-1730 | Métropolite de Belgrade et de Karlovci    | |
| 6    | Vikentije II Викентије II Vincent II       |          | Vikentije Jovanović Викентије Јовановић                   | 1731-1737 | Métropolite de Belgrade et de Karlovci    | |
| 7    | Arsenije IV Арсеније IV Arsène IV          |          | Arsenije Jovanović Šakabenta Арсеније Јовановић Шакабента | 1737-1748 | Archevêque de Peċ et patriarche de Serbie | Arsenije IV Jovanović Šakabenta a été le chef de la grande migration de 1737. |
| 8    | Isaija II Исаија II Isaïe II               |          | Isaija Antonović Јован Антоновић                          | 1748-1749 | Métropolite de Karlovci                   | |
| 9    | Pavle Павле Paul                           |          | Pavle Nenadović Павле Ненадовић                           | 1749-1768 | Métropolite de Karlovci                   | |
| 10   | Jovan Јован Jean                           |          | Jovan Georgijević Јован Ђорђевић                          | 1768-1773 | Métropolite de Karlovci                   | |
| 11   | Vićentije III Вићентије Vincent III        |          | Vićentije Jovanović Vidak Вићентије Јовановић Видак       | 1774-1780 | Métropolite de Karlovci                   | |
| 12   | Mojsije II Мојсије Moïse II                |          | Mojsije Putnik Мојсије Путник                             | 1781-1790 | Métropolite de Karlovci                   | |
| 13   | Stefan I Стефан I Étienne Ier              |          | Stefan Stratimirović Стефан Стратимировић                 | 1790-1836 | Métropolite de Karlovci                   | |
| 14   | Stefan II Стефан II Étienne II             |          | Stefan Stanković Стефан Станковић                         | 1836-1841 | Métropolite de Karlovci                   | |
| 15   | Josif Јосиф Joseph                         |          | Josif Rajačić Јосиф Рајачић                               | 1841-1848 | Métropolite de Karlovci                   | Élevé au rang de patriarche de Karlovci. |

## Sources
: document utilisé comme source pour la rédaction de cet article.
- (en) Sima Ćirković, The Serbs, Malden, Blackwell Publishing, 2004 (ISBN 9781405142915, lire en ligne).
- (en) Miloš Z. Đorđević, Empires and Peninsulas: Southeastern Europe between Karlowitz and the Peace of Adrianople, 1699–1829, Berlin, LIT Verlag, 2010 (ISBN 9783643106117, lire en ligne), « A Background to Serbian Culture and Education in the First Half of the 18th Century according to Serbian Historiographical Sources », p. 125–131
- (en) Aleksandar Fotić, Encyclopedia of the Ottoman Empire, New York, Infobase Publishing, 2008 (ISBN 9781438110257, lire en ligne), « Serbian Orthodox Church », p. 519–520
- (sr) Slavko Gavrilović, « Isaija Đaković: Arhimandrit grgeteški, episkop jenopoljski i mitropolit krušedolski » [« Isaija Đaković : Archimandrite de Grgeteg, évêque de Jenopolje et métropolite de Krušedol »], Zbornik Matice srpske za istoriju, vol. 74,‎ 2006, p. 7–35 (lire en ligne [PDF]) - On peut lire l'article en serbe avec un résumé en allemand.
- (sr) Radoslav Grujiċ, « Problemi istorije Karlovačke mitropolije » [« Les problèmes de l'histoire de la métropole de Karlovci »], Glasnik Istoriskog društva u Novom Sadu, vol. 2,‎ 1929, p. 53-65, 194-204, 365-379 (lire en ligne)
- (sr) Radoslav Grujiċ, « Pećki patrijarsi i karlovački mitropoliti u 18 veku » [« Le patriarcat de Peć et la métropole de Karlovci au XVIIIe siècle »], Glasnik Istoriskog društva u Novom Sadu, vol. 4,‎ 1931, p. 13-34, 224-240 (lire en ligne)
- (en) Charles W. Ingrao (codirecteur de l'édition et coauteur), Nikola Samardžić (codirecteur de l'édition et coauteur), Jovan Pešalj (codirecteur de l'édition et coauteur) et al., The Peace of Passarowitz, 1718, West Lafayette, Purdue University Press, 2011 (ISBN 9781557535948, lire en ligne).
- (sr) Predrag Puzović, Tri veka Karlovačke mitropolije 1713-2013 [« Les trois siècles de la métropole de Karlovci (1713-2013) »], Sremski Karlovci-Belgrade, Éparchie de Syrmie, 2014 (lire en ligne [PDF]), « Rad mitropolita Pavla Nenadovića na prosvećivanju sveštenstva i naroda (Le travail du métropolite Pavle Nenadoviċ pour éclairer le clergé et le peuple) », p. 166–177
- (sr) Predrag Puzović, « Rad mitropolita Pavla Nenadovića na zavođenju monaške discipline u fruškogorskim manastirima » [« Le travail du métropolite Pavle Nenadović pour introduire la discipline monastique dans monastères de la Fruška gora »], Bogoslovlje: Časopis Pravoslavnog bogoslovskog fakulteta u Beogradu, vol. 73, no 1,‎ 2014, p. 120–125 (lire en ligne [PDF]) - Texte intégral de l'article
- (en) Radmila Radić, The Blackwell Companion to Eastern Christianity, Malden, MA, Blackwell Publishing, 2007 (ISBN 9780470766392, lire en ligne), « Serbian Christianity », p. 231–248
- (sr) Isidora Točanac, « Beogradska i Karlovačka mitropolija: Proces ujedinjenja (1722-1731) » [« Les métropoles de Belgrade et de Karlovci : le processus d'unification (1722-1731) »], Istorijski časopis, vol. 55,‎ 2007, p. 201–217 (lire en ligne [archive du 24 mars 2018], consulté le 5 mars 2021) - Article accessible dans son intégralité en serbe sur Wayback Machine avec un résumé en anglais
- (sr) Isidora Točanac, Srpski narodno-crkveni sabori (1718-1735) [« Les conciles de l'Église nationale serbe (1718-1735) »], Belgrade, Institut d'histoire de l'Académie serbe des sciences et des arts, 2008 (ISBN 9788677430689, lire en ligne)
- (sr) Isidora Točanac, Reforma Srpske pravoslavne crkve u Habzburškoj monarhiji za vreme vladavine Marije Terezije i Josifa II (1740-1790) [« La Réforme de l'Église orthodoxe serbe dans la monarchie de Habsbourg sous les règnes de Marie-Thérèse et de Joseph II »], Belgrade, Faculté de philosophie de l'université de Belgrade, 2014
- (sr) Isidora Točanac Radoviċ, Tri veka Karlovačke mitropolije 1713-2013 [« Les 300 ans de la métropole de Karlovci »], Sremski Karlovci-Novi Sad, Éparchie de Syrmie, Faculté de philosophie, 2014 (lire en ligne [PDF]), « Nastanak i razvoj institucije Srpskog narodno-crkvenog sabora u Karlovačkoj mitropoliji u 18. veku (L'apparition et le développement de l'institution des conciles nationaux et ecclésiastiques dans la métropole de Karlovci au XVIIIe siècle) », p. 127–144
- (sr) Isidora Točanac Radoviċ, « Srpski kalendar verskih praznika i Terezijanska reforma » [« Le calendrier serbe des fêtes religieuses et la réforme thérésienne »], Zbornik Matice srpske za istoriju, vol. 91,‎ 2015, p. 7–38 (lire en ligne [PDF]) - Article en intégralité en serbe et résumé en anglais.
- (en) Jelena Todorović, An Orthodox Festival Book in the Habsburg Empire: Zaharija Orfelin's Festive Greeting to Mojsej Putnik (1757), Aldershot, Ashgate Publishing, 2006 (ISBN 9780754656111, lire en ligne).
- Sava Vuković, Srpski jerarsi od devetog do dvadesetog veka [« Les Hiérarques serbes du IXe au XXe siècle »], Evro, Unireks, Kalenić, 1996 (lire en ligne) - On peut lire ce texte en serbe cyrillique dans son intégralité sur le site de Wayback Machine : (sr) Sava Vuković, « Srpski jerarsi od devetog do dvadesetog veka » [PDF], sur web.archive.org, Wayback Machine, 1996 (consulté le 5 mars 2021).